# ディミトリオス・ディアマンティディス
ディミトリス・ディアマンティディス（ギリシア語: Δημήτρης Διαμαντίδης,英語: Dimitris Diamantidis、1980年5月6日 - ）は、ギリシャのプロバスケットボール選手である。ギリシャ男子プロバスケットボールリーグ1部A1エスニキの名門パナシナイコスBC所属。西マケドニアカストリア県カストリア出身。ポジションはポイントガード、シューティングガード。198cm、100kg。

## 来歴
1999年、イラクリスBCでプロデビュー。
2004年にはA1リーグ優勝を経験し、パナシナイコスBCへ移籍。
2006・2007年のA1リーグ優勝とともにMVP獲得。
2007年にはユーロリーグ優勝にも貢献しファイナルフォーMVPを獲得する。最優秀守備選手賞は3年連続で受賞。
ギリシャ代表としてもアテネ五輪・北京五輪に出場し、2005年欧州選手権優勝と2006年世界選手権準優勝も経験する。